# Upplands runinskrifter 801
Upplands runinskrifter 801 är en vikingatida runsten av mörkgrå granit vid Långtora prästgård, Långtora socken och Enköpings kommun. Stenen är rent ornamental men har en runslinga utan runor. Runstenen är alltså påbörjad, men inte avslutad.
U 801 är 1,55 meter hög och 0,55 meter bred. Stenen restes på sin nuvarande plats 1951.

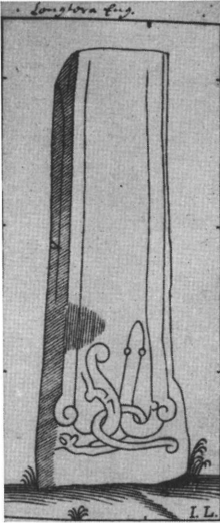
U 801 avbildad av Johan Peringskiöld.